# 1964 في بولندا
فيما يلي قوائم الأحداث التي وقعت خلال عام 1964 في بولندا.

## سياسة

### تعيين في المنصب
- 13 يناير – يوحنا بولس الثاني Archbishop of Kraków [الإنجليزية]‏.

## برامج ومسلسلات وأنمي
- لولك وبولك

## كتب
من الكتب التي صدرت هذه السنة في بولندا:
- 1 يناير – الحصين من تأليف ستانيسواف لم.

## وفيات

### يناير
- 1 يناير – هيدويغ كون (مواليد 1887) فيزيائية ألمانية.

### سبتمبر
- 24 سبتمبر – بول كاله (مواليد 1875)